# 퍼스트 에이드 킷
퍼스트 에이드 킷(First Aid Kit)은 스웨덴의 포크 듀오이다. 요한나와 클라라는 자매이다.

## 음반 목록
- The Big Black and the Blue (2010)
- The Lion's Roar (2012)
- Stay Gold (2014)
- Ruins (2018)